# La Politique naturelle

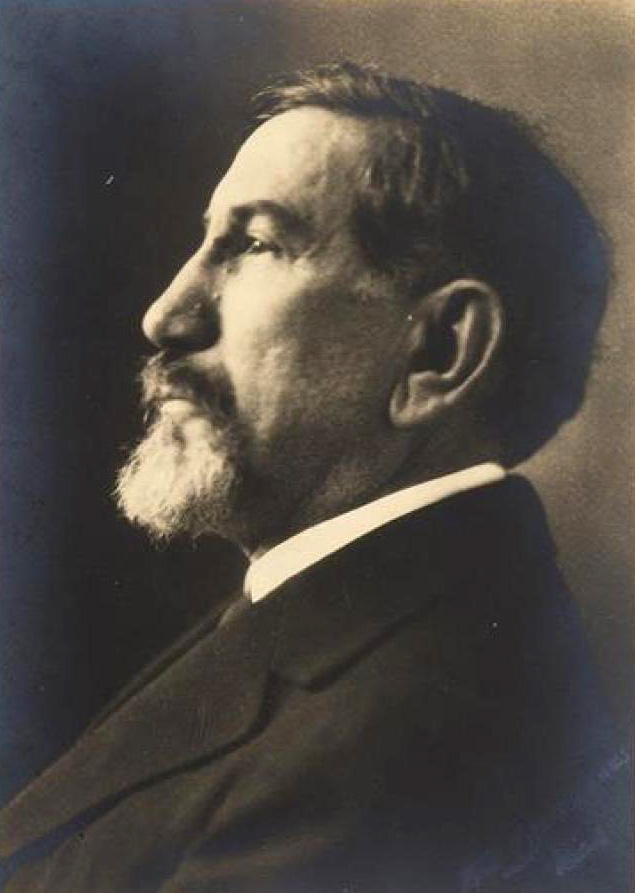
Charles Maurras (1868-1952), auteur de La Politique naturelle.

La Politique naturelle est le titre de l'avant-propos donné par Charles Maurras en 1937 à son livre Mes idées politiques, et un résumé de l'anthropologie maurrassienne.

## Définition
Le texte s'ouvre sur l'apologue de la naissance d'un poussin.

« Le petit poussin brise sa coquille et se met à courir. »

Maurras insiste sur le fait que le poussin peut très rapidement s'écrier « je suis libre ». À l'inverse, le petit homme « ne peut rien sans l'aide d'autres hommes qui, durant des années, le feront grandir dans différents cercles de vie dont le plus vaste, mais qui demeure concret, accessible, vivant, est celui la nation » comme le résume Jean-Christophe Buisson. Cet exemple sert donc à développer une analyse rigoureuse de la condition humaine. Maurras semble en cela s'inspirer de La Constitution essentielle de l'humanité de Frédéric Le Play écrite en 1881 qui recourait à l'exemple d'une abeille.

« Au sortir de son enveloppe natale, le petit de l’abeille, guidé par l’instinct, prend son vol et entreprend sans hésitation la récolte nécessaire à la communauté. Il n’en est pas de même pour l’homme. L’enfant reste longtemps incapable de subvenir à ses propres besoins. Il n’est pas seulement inutile à sa famille ; il est à la fois une charge et une gêne pour sa communauté naturelle : car il y apporte, dès sa naissance, des ferments d’indiscipline et de révolte. »

## Rationalisme et antirationalisme
Toute l’anthropologie maurrassienne repose sur ces constats de bon sens, replaçant l’individu dans la réalité concrète : celle d’une cellule sociale (la famille) et d’une temporalité (l’homme ne naît pas majeur, indépendant, et libre). La relation entre l’enfant et sa famille est à sens unique, l’enfant n’a ni liberté ni pouvoir, le groupe auquel il participe lui apporte tout. Ce groupe est, nécessairement, inégalitaire. L’enfant n’est lié à sa famille par aucun contrat, puisqu’il lui manque la raison. Le socle de toute société réside dans cette relation gratuite d’autorité et de protection du groupe sur l’enfant, relation qui serait inefficace si elle était égalitaire et libre. Il n’y a donc ni liberté ni égalité à la naissance selon Maurras. C’est uniquement grâce à cet ordre (qui comme tous les ordres, est différencié) que l’enfant peut croître de corps et d’esprit. Il en résulte que l’homme est avant tout un héritier : il reçoit une langue, un héritage spirituel, une instruction, un apprentissage. Il est également un débiteur : il a avant tout des devoirs. C'est ce que Maurras résume comme « l'inégalité protectrice » en opposition aux idées rousseauistes selon lesquelles les hommes naissent « libres et égaux en droit ».
Le philosophe Philippe Nemo constate la présence simultanée du rationalisme et de l'antirationalisme dans la pensée de Maurras, comme dans celles de Nietzsche ou de Bergson.

« Maurras reconnaît le rôle de l’intuition, du sentiment, de l’arbitraire qui exclut la discussion et tranche à coup sûr, et en cela il s’oppose à la tradition des Lumières. Cependant, il estime que la raison doit venir ensuite pour confirmer ce que le sentiment a découvert ; qu’au reste, la science peut donner des arguments solides en faveur de la politique naturelle que l’instinct doit d’abord saisir ; qu’enfin, sur le plan tactique, il importe de ne pas abandonner l’intelligence au camp rationaliste-républicain. »

À travers la politique naturelle, Maurras réfute les principaux dogmes libéraux et démocratiques : individualisme, égalitarisme, contractualisme. Maurras oppose la notion d'hérédité aux idéaux de liberté et d'égalité.

## Le rapport à la liberté
D'après Maurras, l’existence d’une identité générale du genre humain, n’empêche pas que chaque homme possède son caractère propre (ce qui sous-entend une certaine liberté). L’association entre les hommes naît précisément de la diversité (donc de l’inégalité) entre eux qu’implique cette liberté. Cependant, l’homme a beau être libre, il est un citoyen qui n’agit jamais seul : il doit tenir compte des autres membres du groupe social. Ainsi, la liberté n’est pas un principe abstrait, indéfini ; elle présente des limites (le mal, la mort, etc…) et doit prendre son sens par rapport à la nature sociale de l’homme (hiérarchique, inégalitaire). La liberté doit être pensée par rapport à l’autorité, être finalisée. Sa fin, dans le domaine social, est le bien commun. Cette définition est à rebours du libéralisme qui, au contraire, postule la liberté comme une fin en soi, sans la définir. Au contraire, pour Maurras : « la liberté n'est pas au commencement, mais à la fin. Elle n'est pas à la racine, mais aux fleurs et aux fruits de la nature humaine ou pour mieux dire de la vertu humaine. On est plus libre à proportion qu'on est meilleur. Il faut le devenir ». Cette définition est similaire à celle développée par l'Église catholique.

## L'ordre naturel
Pour Maurras, il existe fondamentalement un ordre naturel qui s’oppose à la liberté individuelle des libéraux, et c’est lui qui est combattu par l’« intelligence littéraire » dans L'Avenir de l'intelligence. À l’inverse, toute vraie politique doit s’appuyer sur le fondement solide et incontestable de la nature, elle doit être une « politique naturelle ».
Pour Maurras, la Contre-Révolution doit se faire :

« [...] au nom de la raison et de la nature, conformément aux vieilles lois de l’univers, pour le salut de l’ordre, pour la durée et les progrès d’une civilisation menacée. »

Si l’homme et la société dépendent de la nature, l’hypothèse de base de la démocratie libérale, à savoir que des individus « souverains » construiraient, par un libre choix, l’État, la société, la pensée, est dérisoire. Rien ne fera :

« [...] qu’il soit au pouvoir du petit homme d’élire son papa et sa maman, ni que sa liberté, si souveraine soit-elle, puisse choisir l’emplacement de son berceau. Ce point-là règle tout. Ni Kant ni Platon n’y feront rien. Leurs inventions de vie antérieure sont sans valeur ici. Bon gré, mal gré, il faut admettre ces territoires naturels, ni voulus, ni élus, ni éligibles, en reconnaître la bienfaisance éventuelle. »

## Réception
Lors de la parution de Mes idées politiques, Robert Brasillach en profite pour rappeler que la politique naturelle de Maurras s’oppose à l’idéologie des Lumières et, en particulier, à Rousseau :

« Cette Politique naturelle [...] est un Anti-Contrat Social, et plaise au ciel qu’il en naisse autant de réflexions bonnes et justes qu’il en est né de nuisibles et de fausses de l’œuvre de Rousseau. »

Pierre Pujo considère La Politique naturelle comme un « texte magistral de philosophie politique ».